# KEAV
 (décembre 2022).
KEAV (Kamp Etrekeltiek Ar Vrezhonegerion) signifie « camp interceltique des bretonnants » est le nom d'une association et des stages annuels en breton qu'elle anime tous les ans depuis 1949. Dès sa création, le breton est la seule langue utilisée dans l'association.
Depuis les années 1990 il s'agit d'un stage, ou école d'été (skol-hañv), de deux semaines en juillet, qui réunit chaque semaine une centaine de participants, avec l'une de ces deux semaines spécialement consacrée aux familles avec leurs enfants. Il s'agit du plus grand stage de langue bretonne et du seul proposant une immersion linguistique.

## Historique
Créé par  les écrivains Ronan Huon avec Vefa de Bellaing et Xavier de Langlais, ce camp se tient tous les ans depuis 1949 ; il rassemble une centaine de bretonnants pendant une ou deux semaines, pour parler leur langue et progresser dans la maîtrise de celle-ci. L'association est présidée par Gwenn Huon d'août 1976 jusqu'à son décès en 2021.
Avant 1977 le camp se déroulait dans une école différente. De 1977 à 2007 il se fixa à Scaer. En 2008 l'école d'été dut chercher de plus grands locaux et quitter Scaer. Depuis 2009 elle a lieu à la mi-juillet à Chateaulin.
L'association organise aussi des journées de formation, des stages de chants, des séjours pour parent et enfants.
En 2023 l'association compte plus de 600 membres actifs ayant participé aux activités en 2022.

### Filmographie
- « Splujañ er brezhoneg gant KEAV » (Plonger dans le breton avec KEAV), film documentaire de Pierre Servain et Stephane Ac’h (musique de Yann Quefféléant, 2016, 53 min, Canal Ti Zef. [voir en ligne]